# Bejeweled 3

Bejeweled 3 — це відеогра - головоломка, розроблена та опублікована PopCap Games . Це п'ята гра в серії Bejeweled після Bejeweled Blitz і прийшла на зміну Bejeweled 2 як остання головна гра в серії Bejeweled. Він був випущений для ПК і Mac 7 грудня 2010 року в рамках святкування 10 років Bejeweled, який відзначав 10-річчя Bejeweled, і пізніше був перенесений на кілька інших консолей.
Bejeweled 3 представляє кілька нових елементів до основної серії, з деякими функціями з попередніх допоміжних назв, таких як Bejeweled Twist і Bejeweled Blitz, які інтегровані в гру, як-от можливість збігатися, коли інші дорогоцінні камені падають, функція повтору, нові спеціальні дорогоцінні камені, система досягнень і рейтингів тощо.

## Ігровий процес
Основний геймплей Bejeweled 3, як і попередніх частин серії, полягає в тому, що два суміжні дорогоцінні камені міняються місцями, щоб утворити лінію з трьох або більше дорогоцінних каменів одного кольору. Коли це відбувається, дорогоцінні камені зникають, а нові випадково згенеровані дорогоцінні камені падають зверху, причому на дорогоцінні камені над ними впливає гравітація, що потенційно може спричинити ланцюгову реакцію. На відміну від попередніх записів, гравець тепер може міняти інші дорогоцінні камені, поки інші дорогоцінні камені ще падають. Якщо гравець не може знайти збіг, він може скористатися кнопкою підказки, щоб знайти збіг. На відміну від попередніх записів, немає штрафу за використання кнопки підказки, хоча тепер є час відновлення.
Зіставлення чотирьох дорогоцінних каменів поспіль створює полум’яний самоцвіт, який вибухає та знищує вісім дорогоцінних каменів навколо нього, коли зіставляється. Зіставлення дорогоцінних каменів у формі L, T або + створює дорогоцінний камінь-зірку, подібний до дорогоцінного каменю-блискавки в Bejeweled Twist, який руйнує всі дорогоцінні камені у своєму рядку та стовпці під час зіставлення. Зіставлення п’яти дорогоцінних каменів поспіль створює гіперкуб, який підриває всі дорогоцінні камені цього кольору, коли їх міняють з дошки. Як і Bejeweled Blitz, тепер він активується, коли його знищує спеціальний самоцвіт, а заміна його іншим гіперкубом знищує всі дорогоцінні камені на дошці. Поєднання шести або більше дорогоцінних каменів (що можливо лише через ланцюгову реакцію) створює Суперновий камінь, який знищує всі дорогоцінні камені в рядку та стовпці в області 3x3.
Покращення гри включають функцію Instant Replay від Bejeweled Twist, розширені переходи анімації, анімований фон і 3D-прискорення. Bejeweled 3 має систему досягнень, відому як значки, які отримують після певних тестів. 
У Bejeweled 3 є вісім режимів гри, чотири з яких доступні з самого початку, а чотири з них розблоковуються після досягнення певних цілей. На відміну від Bejeweled 2, складність розблокування кожного ігрового режиму значно зменшилася, а завдання для розблокування кожної гри тепер відображається безпосередньо в меню.  Кількість доступних режимів гри залежить від платформи.
- Класичний — це стандартний режим гри з попередніх частин гри, у якому намагаються набрати якомога більше очок, перш ніж закінчаться дійсні ходи. Якщо заповнити індикатор прогресу, гравець переходить на наступний рівень, де гравець отримує більше очок, але йому потрібно більше очок, щоб перейти до наступного. [5] [6]
- Дзен — це нескінченна варіація класичного ігрового режиму, де у гравця не може закінчитися ходів. Нові елементи ігрового процесу в цьому режимі включають унікальну тему та звукову доріжку, а також Zen Options, які дають можливість кількома заспокійливими параметрами для гравця, такими як індикатори дихання та звуки, підсвідомі повідомлення, які відображаються на ігровому полі та панелі прогресу, навколишні звуки та бінауральні ритми, які використовувати різноманітні звуки, які випромінюють навушники, щоб змусити людський мозок почути різні звукові частоти. [6] [7]
- Блискавка — це режим гри на час, у якому намагаються набрати якомога більше очок за одну хвилину. Зіставлення самоцвітів часу додає додатковий час до резервуара продовження часу, який активується та поповнюється до однієї хвилини, коли час закінчується, під час якого також збільшується поточний множник очок. У ігровому режимі також є бонус «Швидкість» і «Безмежна швидкість» від Bejeweled Blitz, які активуються, якщо гравець проводить матчі поспіль у швидкому темпі. [5] [6] У версії гри HTML5 режим гри називається швидкістю.
- Квест передбачає проходження 40 різних міні-ігор [8] відомих як «квести», щоб відновити п’ять втрачених реліквій Bejeweled, які з часом були затемнені. [6] Квести відрізняються за ігровим процесом, наприклад, порятунок дорогоцінних каменів метеликів, пошук золота, боротьба з крижаними бурями, розкриття захованих скарбів тощо. [5]
- Покер — це секретний режим гри, який також є нескінченною варіацією покерного міні-квесту від Quest. Ігровий режим включає в себе спроби зробити якомога більше роздач з високими балами, перш ніж вони припадуть на руку, позначену черепом. Зіставлення дорогоцінного каменю додає колір цього каменю до однієї з п’яти рук. Коли всі п’ять роздач заповнені дорогоцінними каменями, роздача оцінюється, і бали присуджуються залежно від роздачі, яку вони досягли. Наприклад, флеш, що складається з п’яти рук одного кольору, є найкращою можливою комбінацією в режимі гри. Створення полум’я або зіркового самоцвіту поглинає відповідну карту полум’ям або зірками, присуджуючи додаткові бали (100 для карт полум’я, 250 для карт зірки). Створення Hyper Cube дає гравцеві Wild Card, яка автоматично змінює колір, щоб отримати найкращу можливу комбінацію. Після кількох роздач на найнижчій руці з’явиться позначка черепа, яку слід уникати. Створення руки, позначеної черепом, ініціює підкидання монети, що призведе до 50/50 шансів на продовження гри. Якщо монета впаде на конюшину, гра продовжується. Якщо монета впаде на Череп, гра закінчується. Створення рук заповнює панель Skull Eliminator, яка усуває череп зі столу рук, коли вона заповнена. Цей ігровий режим відкривається, коли досягнуто 5 рівня в Classic. [6]
- Butterflies — секретний ігровий режим, який також є нескінченною варіацією міні-квесту Butterflies від Quest. Ігровий режим передбачає спробу зіставити дорогоцінні камені-метелики, створені з нижньої частини дошки, зіставляючи та підриваючи їх спеціальними самоцвітами, перш ніж вони досягнуть самоцвіту-павука у верхній частині дошки. Його відкривають, досягнувши 5 рівня в Zen. [6]
- Ice Storm — секретний ігровий режим, який також є нескінченною варіацією міні-квесту Ice Storm від Quest. Ігровий режим передбачає спробу знищити висхідні стовпи льоду, зіставляючи дорогоцінні камені на стовпах льоду, які вони накладають. Горизонтальні сірники штовхнуть колони вниз, а вертикальні — зруйнують колони. Опускання/знищення стовпів льоду заповнює резервуар для води, збільшуючи поточний множник очок і штовхаючи вниз усі стовпи льоду, коли вони заповнені. Якщо крижана колона досягає верхньої частини дошки, на вершині колони з’являється череп, а «внутрішня» крижана колона починає підніматися зсередини, закінчуючи гру, якщо вона досягає вершини і не опускається після кілька секунд, в результаті чого ігрове поле зависає. Опускання стовпа льоду усуває внутрішній стовп льоду. Ігровий режим відкривається, набравши 100 000 очок у Lightning. [6] У китайській версії гри гравці можуть створювати ланцюги у швидкому темпі, щоб отримати «Бонус полум’яної швидкості».
- Diamond Mine — це режим секретної гри, який також є нескінченною варіацією міні-квесту Gold Mine від Quest. Ігровий режим передбачає спробу викопати якомога більше скарбів до того, як закінчиться час. Зіставлення дорогоцінних каменів поруч із брудом видаляє бруд, залишаючи простір для падіння більшої кількості дорогоцінних каменів. Коли весь бруд викопано вище білої лінії, ігрове поле починає просуватися глибше в землю, повертаючи бруд на ігрове поле та додаючи додатковий час (30 секунд у більшості версій, 25 секунд у Bejeweled Classic ). Очищення всього бруду з дошки одразу дає гравцеві набагато більше додаткового часу (90 секунд зазвичай, 75 у Bejeweled Classic ). Камені потребують додаткових сірників, щоб повністю викопати, тоді як темні камені, знайдені пізніше в грі, можна знищити лише підривом спеціальних самоцвітів. У цьому режимі гри Treasure діє як система очок. Він складається із золота, діамантів і артефактів. Глибші рівні глибини містять цінніші скарби, які приносять багато очок. Цей режим розблоковується після виконання чотирьох квестів у режимі квестів. [6]
- Режими Time Bomb ( Time Bomb і Match Bomb ) — це два режими гри, які з’являються виключно в китайському перевиданні Bejeweled 3 . Обидва вони є нескінченними варіантами міні-квестів Time Bomb від Quest і доступні з самого початку. Режими гри передбачають спробу знищити випадково генеровані самоцвіти з дошки до того, як їхні лічильники досягнуть 0. Лічильники на бомбах зменшуються з кожним ходом у Match Bomb, тоді як у Time Bomb вони зменшуються щосекунди. Якщо камінь-бомба досягає 0, він вибухає та закінчує гру.

## Розвиток
Трейлер гри Bejeweled 3 ' на каналі YouTube у жовтні 2010 року , після чого PopCap Games 1 листопада оголосила про розробку гри та дату випуску. 
Джейсон Капалка, співзасновник і головний креативний директор PopCap і співавтор Bejeweled, сказав: «Завдання у створенні нової версії Bejeweled полягає в інноваціях і збереженні її свіжості та захоплюючості, не втрачаючи зв’язку з ігровим процесом, яким користуються мільйони людей. любов. Тому ми дуже обережні, коли вносимо зміни в основну гру, тому це може тривати так довго! [. . . ] Ми наполегливо працювали, щоб переконатися, що Bejeweled 3 зберігає класичну привабливість попередніх ігор, одночасно приносячи безліч захоплюючих нових функцій».
PopCap розглядав прем’єру Zen Mode в грі як інструменту, який допоможе людям кинути палити, де гравець отримуватиме підказки під час гри, як боротися зі своєю залежністю. Однак PopCap зрештою вирішила видалити цю функцію, тому що якби в грі обговорювалося куріння, її рейтинг ESRB стверджував би, що вона містить «вживання тютюну». Згадки про куріння були замінені більш загальним розділом «шкідливі звички». 
Мобільна версія Bejeweled 3 і Bejeweled Classic періодично оновлювалася між вихідним випуском гри та 2018 роком.

## Звільнення
Bejeweled 3 спочатку було випущено в цифровому вигляді 7 грудня 2010 року через сайт PopCap Games та їхніх ексклюзивних партнерів. Після випуску гра буде перенесена на кілька платформ.
Версія Adobe Flash Player має лише класичний ігровий режим і здебільшого базується на движку Bejeweled Blitz .  Версія гри HTML5 під простою назвою Bejeweled була випущена 13 грудня 2011 року для веб-магазину Chrome і містила класичний і блискавичний (відомий як швидкість) режими гри. 
Розширений перевипуск гри був доступний ексклюзивно в Китаї 27 липня 2012 року під тією ж назвою, що й міжнародний випуск. У перевиданні було два додаткових режими гри, засновані на міні-квестах Time Bomb у квесті, кілька налаштувань геймплея, наприклад Blazing Speed, що активувався раніше, і гра обмежена лише 4:3, а також реклама. Багато учасників спільноти назвали цей випуск Bejeweled 3 Plus, щоб відрізнити його від оригінальної версії.
Гра Bejeweled 3 була випущена 19 жовтня 2011 року для PlayStation 3, Xbox 360 і Nintendo DS . Роздрібна версія для Xbox 360 також включає Bejeweled Blitz LIVE, а роздрібна версія для PlayStation 3 також включає Zuma та Feeding Frenzy 2 . Гра була випущена для Windows Phone 8 як Xbox Live, але під назвою Bejeweled Live + і як тимчасовий ексклюзив для Nokia (тільки для телефонів Nokia Lumia) 18 лютого 2013 року  Версія для Windows 8 під назвою Bejeweled Live була випущена в магазині Windows Store і містить режими Classic, Butterflies і Diamond Mine.
PopCap випустив гру також для iOS під назвою Bejeweled 7 грудня 2011 року. Спочатку він містив лише три режими гри: Classic, Zen і Diamond Mine. Однак майбутні оновлення програми додали в гру метеликів, блискавок, покеру та крижаної бурі.  У 2015 році додаток було перейменовано на Bejeweled Classic, щоб відрізнити його від майбутніх Bejeweled Stars . Версія гри для iPad, Bejeweled Classic HD (спочатку Bejeweled HD ), була випущена в 2012 році. Ексклюзивні функції цих версій включають ексклюзивні значки та посилення, які можуть допомогти гравцеві під час гри. Прискорення можна отримати, переглядаючи рекламу, або їх можна придбати у вигляді мікротранзакцій.
У версію Bejeweled 3 для Xbox 360 можна грати на Xbox One і Xbox Series X/S через програму зворотної сумісності, і вона була однією з перших ігор, обраних під час запуску. Bejeweled 3 також включено як гру в службу підписки EA Play. 